# Куликаускас, Альгирдас
Альгирдас Казис (Казио, Казимиро) Куликаускас (лит. Algirdas Kulikauskas; 10 января 1933, Мариямполе — 17 июня 2018) — советский футболист, защитник, тренер. Мастер спорта СССР (1957).

## Биография
Начинал заниматься футболом в Мариямпольской спортивной школе, первый тренер — учитель физкультуры Витаутас Карликаускас. В составе школьной команды выиграл приз республиканского молодежного чемпионата. Бронзовый призёр молодёжного первенства СССР (1950), лучший защитник турнира.
В первенстве Литовской ССР играл за команды «Сахарная фабрика» Марьямполе (1950) и «Динамо» Вильнюс. В 1953—1965 годах играл за вильнюсский «Спартак»/«Жальгирис». В чемпионате СССР в 1953, 1960—1962 годах провёл 98 матчей, забил 5 голов. Всего в первенстве СССР — 356 матчей, 10 голов.
Капитан сборной Литовской ССР на Спартакиаде народов СССР 1956.
В составе московского «Спартака» в феврале — марте 1958 года ездил в турне по Индонезии. Приглашался в другие команды высшей лиги.
В 1958 году играл в товарищеских матчах за вторую сборную СССР. В 1959 году — в контрольных матчах различных сборных СССР между собой.
В 1965 году в возрасте 32 лет завершил карьеру в командах мастеров и до 43 лет играл в чемпионате Литовской ССР.
Работал тренером (1966—1967) и начальником команды (1976) в «Жальгирисе».
Работал в Республиканской литовской спортивной школе Возглавлял спортивную команду Вильнюсского строительно-ремонтного треста. Тренировал команды «Венибес» Укмерге, «Судува» Мариямполе, «Шилас» Казлу-Руда.
Был вице-президентом ветеранского футбольного клуба Meistrai.
Инициатор основания спортивной школы-интерната в Паневежисе.
Избран в символическую сборную лучших литовских футболистов всех времен (1997).
Награжден золотой медалью KKSD за заслуги в литовском спорте (2003, 2008).
Скончался 17 июня 2018 года.